# Xanthorhoe peribleta
Xanthorhoe peribleta là một loài bướm đêm trong họ Geometridae.